# Tyrannochthonius stonei
Tyrannochthonius stonei är en spindeldjursart som beskrevs av William B. Muchmore 1989. Tyrannochthonius stonei ingår i släktet Tyrannochthonius och familjen käkklokrypare. Inga underarter finns listade i Catalogue of Life.